# 林瑛 (羽毛球运动员)
林瑛（1963年10月10日—），福建厦门人，已退役中国女子羽毛球运动员，在中國國家隊服役9年期間獲得12次世界級女子雙打羽毛球賽冠軍，其中在1983、1987及1989年三度贏得世界羽毛球錦標賽女子雙打冠軍。現已退役。

## 簡歷
林瑛的父親是篮球运动员，由於想栽培女兒成為出色的运动员，於是便在7歲時把她送到厦门少体校，接受原福建著名選手陈蝉娘的羽毛球訓練。至11岁時，林瑛被選入伍，進入原福州部队的羽毛球队，並開始與吴迪西組對女雙。
1981年5月，福州部队的羽毛球队解散，林瑛和吴迪西因而轉進了福建省羽毛球队，二人並在同年底入选中国国家羽毛球队。直到吴迪西於1986年退役，二人在六年間贏得了1983年世界羽毛球錦標賽和1984、1985年羽毛球世界杯的女雙冠軍，以及1984及1986年的尤伯杯冠軍。
此後，林瑛又夥拍关渭贞，贏得了1987、1989年世界羽毛球錦標賽和1988及1989年羽毛球世界杯的女雙冠軍，以及1988年的尤伯杯冠軍。在1989年世锦赛夺冠後，林瑛宣佈挂拍 。